# Adaganeo (obispo de Oviedo)
Adaganeo, también llamado Adegundo, fue obispo de Oviedo hasta 1025.  Consagró la iglesia de San Salvador de Fuentes y la de San Saturnino, ambas en el concejo de Villaviciosa y situada esta última en el coto de Val-de-Dios, si bien en la inscripción que da fe de este acto al obispo le llama Diego. Durante su pontificado se llevaron a cabo gran cantidad de obras en favor de la iglesia de Oviedo. Una de ellas la promovió la infanta Cristina Bermúdez, hija del rey Bermudo II, al edificar el monasterio de San Salvador de Cornellana para la orden benedictina, que fue reedificado más adelante por el conde Suero Bermúdez. El 31 de mayo de 1024 la infanta Cristina donó al monasterio que había fundado la villa de Cornellana y otros bienes, donación confirmada por Adegani, Dei gratia episcopus (...) sedis Oveto.
Durante su pontificado vino a Oviedo el rey Bermudo III de León, último descendiente por línea recta de varón del duque Pedro de Cantabria, para cumplir un voto que había prometido. Más tarde vino, pero por devoción, el rey Sancho Garcés el Mayor de Pamplona. 
Aparece por última vez en la documentación como obispo de Oviedo el 30 de agosto de 1025.
| Predecesor: Gudesteo de Oviedo | Obispo de Oviedo 1013 - 1025 | Sucesor: Ponce |